# 赤松良子
赤松 良子（あかまつ りょうこ、1929年〈昭和4年〉8月24日 - 2024年〈令和6年〉2月6日）は、日本の労働官僚、外交官、政治家。位階は従三位、勲等は旭日大綬章。筆名は青杉 優子。在ウルグアイ大使、文部大臣、公益財団法人日本ユニセフ協会会長を歴任した。女性の政治参画拡大を目指す市民団体「Qの会」代表。労働省の婦人局長として、1986年に施行された男女雇用機会均等法の成立に尽力し「均等法の母」と呼ばれた。

## 概要
労働省婦人局長時代、男女雇用機会均等法制定の中核となった。細川護熙、羽田孜両内閣で文部大臣を務めたほか、国際女性の地位協会会長なども務めた。選択的夫婦別姓制度実現をめざす民法改正運動を行っているmネットの呼びかけ人でもある。

## 来歴

### 生い立ち
1929年（昭和4年）8月24日大阪市天王寺区に赤松麟作、浅香夫妻の二女として生まれる。父・赤松麟作は、黒田清輝に師事し、関西西洋画壇の大家となった人物。弟子に佐伯祐三らがいる。赤松夫妻は二人とも再婚で、麟作は先妻との間に五男一女がいた。良子がうまれたとき麟作51歳、浅香40歳と高齢出産であったため、出産は当時としては珍しく大阪赤十字病院で行われた。麟作は良子を溺愛し、1934年（昭和9年）に「良子」という作品を描いている。
1936年（昭和11年）大阪市天王寺第五尋常小学校（現：大阪市立五条小学校）に入学。同級生には、女優の園佳也子がいた。1942年（昭和17年）大阪府立夕陽丘高等女学校（現：大阪府立夕陽丘高等学校）に入学。終戦の混乱の中、1946年（昭和21年）高等女学校を卒業し、神戸女学院専門学校（現：神戸女学院大学）に入学するが肺門浸潤で休学（のち退学）を余儀なくされた。1947年（昭和22年）に上京し、津田塾専門学校英語学科（現：津田塾大学 学芸学部 英語英文学科。津田塾専門学校は、3年制の旧制専門学校であり、旧制高等学校と同じ位置づけの「旧制大学への進学資格を得られる学校」であった。新制の4年制大学である津田塾大学が発足したのは1948年〈昭和23年〉）に進学した。1950年（昭和25年）3月に津田塾専門学校英語学科を卒業し、同年4月東京大学法学部政治学科（3年制の旧制大学。旧制大学への最後の入学者は1950年（昭和25年）4月の入学者であり、最後の卒業者は1953年（昭和28年）3月の卒業者）に入学。在学中は東洋政治思想史の丸山ゼミに所属。1953年（昭和28年）に卒業。

### 労働省時代

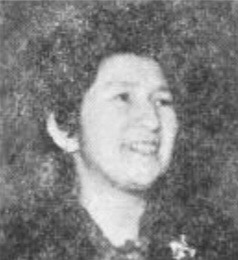
『月刊婦人展望』1967年11月・12月号より。

東大在学中、国家公務員6級試験（現：国家公務員採用総合職試験）に合格し、1953年（昭和28年）に労働省に入省、婦人少年局婦人課に配属される。11月に花見忠（後に上智大学教授）と結婚。同年に父が死去。
赤松が配属された婦人少年局には、婦人少年局長の藤田たき（津田塾大学卒、後に津田塾大学学長）を始め、婦人課長の田中寿美子（津田塾大学卒、後に参議院議員）、高橋展子（後にデンマーク大使）、森山眞弓（津田塾大学卒、後に環境庁長官・内閣官房長官・文部大臣・法務大臣）らが所属していた。
出産・育児に加え、仕事面でも男性キャリアと比較して昇進が遅いなど雌伏の時を過ごす。1958年（昭和33年）入省5年目にして埼玉労働基準局に転任。1960年（昭和35年）、本省に戻り職業安定局労働市場調査課勤務。1963年（昭和38年）国際連合フェローシップ試験に合格し、渡米。1963年（昭和38年）10月から1964年（昭和39年）4月まで、ワシントンDC、クリーブランド、シカゴ、デトロイトなど米国東部で女性の労働事情について研究、欧州視察を経て1964年（昭和39年）6月に帰国。
婦人少年局婦人労働課係長を経て、同課長補佐となる。1966年（昭和41年）青杉優子の筆名で住友セメント事件に関する論文を発表。
1968年（昭和43年）群馬労働基準局労災課長を経て、本省婦人労働課長補佐、1970年（昭和45年）婦人課長、婦人労働課長を歴任。婦人労働課長時代、勤労婦人福祉法立案に際し、育児休業制度を盛り込む。1975年（昭和50年）、女性で初めて山梨労働基準局長に就任。
1978年（昭和53年）、総理府婦人問題担当室長を経て、1979年（昭和54年）、国際連合日本政府代表部公使に任命される。国連公使として女子差別撤廃条約に賛成の投票を行う。同条約に署名したことで日本は国内法整備が課題となった。1982年（昭和57年）、労働省婦人少年局長に就任し、男女雇用機会均等法の立案に当たる。翌1983年（昭和58年）労働省の組織改編に伴い、初代婦人局長に就任。1985年（昭和60年）男女雇用機会均等法が制定される。この時の部下に均等法を管轄する婦人政策課長として法制化に奔放し、後に中央省庁初の女性事務次官に就任した松原亘子がいる。
1986年（昭和61年）、駐ウルグアイ大使に任命される。1989年に帰国し、女性職業財団会長、国際女性の地位協会会長、文京女子大学教授、文京学院大学大学院教授などの職を務める。この間、還暦を前に協議離婚。また、文京学院大学院教授の際の弟子に、福祉心理学者、教育哲学者、ジェンダー研究者の望月雅和がいる。
1989年（平成元年）､朝日新聞に設置されたばかりのオンブズマンに就任。犯罪報道における容疑者・被害者の顔写真の扱いを慎重にするべきだなどの見解を示した。

### 文部大臣
1993年（平成5年）細川内閣の文部大臣に就任。非自民連立政権にあって、文教行政に関して、非政治性、非宗教性が強く求められたことや女性、民間人の積極登用の目的で赤松に白羽の矢が立った。文相に就任した早々、高校野球における丸刈りの強制に反対したり、甲子園のベンチに女子マネージャが入れないのはおかしいとの意見を述べたりした。また、公務員の結婚後の通称使用、教科書検定の公開、国立大学施設費の予算増額などを検討した。1994年（平成6年）、細川内閣の総辞職後に発足した羽田内閣にも留まったが、これは2ヶ月あまりで瓦解したため、赤松も文相を退任した。
なお、男子中学・高校生に対する丸刈り強制問題に関して、「丸刈りは戦争中の兵隊を思い出しゾッとする」と発言し、後に撤回した。しかし、この発言をキッカケとして、日本各地で丸刈り校則見直しの動きが加速されることとなった。また、女子マネージャ甲子園のベンチの件は、辞任後の96年夏、東筑高校（福岡）の女子マネージャが初のベンチ入りを果たした。
2003年（平成15年）11月3日、扇千景とともに女性として初の旭日大綬章を受章した。
国際女性の地位協会10周年を記念して、「赤松良子賞」が設けられた。

### 日本ユニセフ協会会長
2008年（平成20年）6月13日、高齢を理由に会長を退任した澄田智（元日銀総裁）の後任として、日本ユニセフ協会会長に同理事会で選任された。1955年の協会創立以来、初めての女性会長となる。
2024年2月6日、死去した。94歳没。訃報は日本ユニセフ協会により公表された。死没日付で従三位に叙せられた。
林芳正官房長官は8日午前の記者会見で、「これまでの功績に改めて敬意を表するとともに、哀悼の意を表したい」と述べた。

## 人物
- 守護大名赤松氏に連なる家系である[要出典]。
- 2009年に逮捕された村木厚子・厚生労働省雇用均等・児童家庭局長について、「無実の村木厚子さんの解放を求めます」との声明を発表した。なお、後に村木の逮捕は検察官の捏造による不当逮捕であることが判明した。

## 著作

### 単著
- 『日本婦人問題資料集成　第3巻』（ドメス出版、1977年）
- 『詳説男女雇用機会均等法及び改正労働基準法』（日本労働協会、1985年）
- 『うるわしのウルグアイ 女性大使の熱い三年』（平凡社、1990年）
- 『均等法をつくる』（勁草書房、2003年）
- 『時代を視る 2004～2012 別冊女性情報』（パド・ウィメンズ・オフィス、2013年）
- 『忘れられぬ人々 赤松良子自叙伝』（ドメス出版、2014年）
- 『忘れられぬ人々 続赤松良子自叙伝』（ドメス出版、2017年）
- 『忘れられぬ人々 続々赤松良子自叙伝』（ドメス出版、2019年）
- 『時代を視る２ WIN WINニュースレターから』（パド・ウィメンズ・オフィス、2021年）
- 『男女平等への長い列』（私の履歴書）（日本経済新聞出版、2022年）

### 編著・共著・監修
- 『解説女子労働判例 』（学陽書房、1976年）
- 『わかりやすい男女雇用機会均等法』（花見忠共編）（有斐閣、1986年）
- 『志は高く』（有斐閣、1990年）
- 『女の力はどう変わる？女子差別撤廃条約10年をへて』（岩波ブックレット149）（岩波書店、1990年）
- 『女性の権利 ハンドブック女性差別撤廃条約』（岩波ジュニア新書312）（岩波書店、1999年）
- 『ひとすじの道 中村道子ライフストーリー』（国際女性の地位協会、2007）
- 『クオータ制の実現をめざす Quota』（パド・ウィメンズ・オフィス、2013年）
- 『女性議員が増えれば社会が変わる 赤松政経塾第1期』（パド・ウィメンズ・オフィス、2016年）

### 論文等
- 「婦人労働者の保護」『婦人労働 社会政策学会年報第9集 』（社会政策学会編、有斐閣、1961年）

### 翻訳
- 『国際連合と女性の地位向上 1945～1996』（国際連合ブルーブック・シリーズ6）（国際女性の地位協会、1996年）